# Famille Cordeiro
Pour les articles homonymes, voir Cordeiro (homonymie).
La famille Cordeiro est une famille portugaise.
Patronyme portugais, signifiant « Agneau », qui apparaît dans l'histoire du Portugal à partir du XVIIe siècle, avec le jésuite et historien António Cordeiro. On le retrouve aujourd'hui dans l'ensemble de la sphère lusophone.
Dans l'histoire contemporaine du Portugal, le patronyme renvoie à une famille de notables de la région de Leiria (Cortes), qui a donné des écrivains, des journalistes, des scientifiques, des professeurs, des chercheurs, des hommes politiques et des hommes d'église aux XIXe et XXe siècles. Il semble que plusieurs membres de cette famille soient passés au XIXe par la région de Torres Novas, d'où ils étaient peut-être originaires, avant de basculer (ou rebasculer) vers le village de Cortes, à six kilomètres de Leiria, entre 1807 et 1819. La présence de cette famille est définitivement attestée à Cortes à partir de 1819. Les Cordeiro de Leiria sont apparentés aux Charters de Azevedo et aux Lopes Vieira. Cette famille, divisée en plusieurs branches, a eu une grande influence dans la vie culturelle, l'aménagement et la gestion de la collectivité semi-urbaine de Cortes.
Bien que l'on ne puisse pas établir formellement de lien entre la famille du géographe Luciano Cordeiro (originaire de Mirandela) et la branche des Cordeiro de Leiria, il est intéressant de remarquer que son nom et ses activités politiques sont très liés à ladite région à la fin du XIXe siècle (députation pour Leiria dans les années 1880). On peut supposer, sans l'affirmer, que les deux familles sont issues d'une même branche lointaine, ou qu'elles partagent les mêmes réseaux ou les mêmes intérêts.

## Figures historiques
Du XVIIe au XXIe siècle, plusieurs personnages historiques portant le patronyme Cordeiro sont mentionnés au Dictionnaire Historique du Portugal pour le XIXe siècle. Parmi eux, on peut citer :
Pour l'ensemble du Portugal
- António Cordeiro (1641-1722, jésuite, penseur et historien)
- Luciano Cordeiro (1844-1900, écrivain, homme politique et géographe)

Pour les Cordeiro de Leiria
- Cândido Joaquim Xavier Cordeiro (1807-fin XXe, scientifique, chercheur en pharmacologie)
- António Xavier Rodrigues Cordeiro (1819-1896, poète, journaliste et homme politique)
- Anacleto Cordeiro Gonçalves de Oliveira (1946-, évêque de Viana do Castelo)

Les Cordeiro dans la toponymie et l'organisation de la freguesia de Cortes.
L'importance de la famille Cordeiro est clairement visible dans la toponymie du village de Cortes (Leiria), centre de la très ancienne communauté d'agglomération du même nom (qui regroupe 25 villages). La vieille route (estrada velha) qui relie Cortes à Leiria, est la rue Xavier Cordeiro (c'est la principale rue de la partie basse du village). Deux plaques commémoratives placées sur les bâtiments historiques (à l'entrée du village, près de l'édifice de la Junte) rappellent la vie, l'œuvre et l'influence d'António Xavier Rodrigues Cordeiro, ainsi que ses liens avec de nombreux intellectuels de la fin du XIXeme, parmi lesquels son petit-neveu Afonso Lopes Vieira. Toujours d'un point de vue toponymique, une place au centre du village est appelée Largo Cordeiro. Une plaque commémorative y a été installée récemment en l'honneur du Maître Cordeiro, musicien et compositeur de la seconde moitié du XXe siècle. Toujours dans le centre de l'agglomération, la rue attenante à l'église de Notre-Dame de la Cage (Nossa Senhora da Gaiola) porte le nom de Luciano Cordeiro Gonçalves, grand propriétaire terrien et figure importante de la collectivité.
Alors qu'il était administrateur du Conseil de Leiria, António Xavier Rodrigues Cordeiro a été le promoteur de la nouvelle route qui relie Leiria à Cortes (estrada nova, actuellement route nationale). Manuel Francisco de Oliveira (1899-1973), entré dans la famille Cordeiro par alliance (en épousant Josefa Cordeiro Gonçalves), a été élu président de la Junte de Cortes dans les années 1950 et 1960. Très influent, actif et investi dans la vie de la collectivité, il a, entre autres, introduit l'électricité et l'eau courante dans les foyers pendant ses mandats. Plusieurs membres de la famille Cordeiro ont été (et sont encore) de généreux donateurs. Joaquim Cordeiro Gonçalves (fils de Luciano Cordeiro Gonçalves, cité à la fin du paragraphe précédent) a fait don à la communauté de toutes ses terres situées entre l'église et la Croix de Sable (Cruz da Areia), pour des constructions à caractère social. Il a également contribué à l'ameublement de l'église communale de Notre-Dame de la Cage (Nossa Senhora da Gaiola), en finançant (à crédit illimité) l'achat du lustre et de tous bancs. Plus récemment, le propriétaire terrien Antonio Gonçalves de Oliveira, fils de Josefa Cordeiro Gonçalves, a fait don d'un vaste terrain (la Serradinha) à l'association ASSISTE, pour la construction d'une maison de retraite communale (lar de Idosos das Cortes).